# 亞斯琴別-茲德魯伊
亞斯琴別-茲德魯伊（波蘭語：Jastrzębie-Zdrój，發音：[jasˈtʂɛmbʲɛ ˈzdruj] ⓘ）是位於波蘭南部的一個城市，鄰近與捷克接壤的邊境，人口約8.2萬。城市的名稱來自于波蘭語的jastrząb（鷹）和zdrój（溫泉）。
直到20世紀為止，亞斯琴別-茲德魯伊是上西里西亞地區的溫泉療養村。亞斯琴別-茲德魯伊在1963年獲得城市地位。亞斯琴別-茲德魯伊在1999年之後屬西里西亞省，1975-1998年期間屬卡托維茲省，市內設有15個區。在1980年代初期，亞斯琴別-茲德魯伊發生過數次工人的抗議行動，使得這座城市是團結工會運動的中心城市之一。亞斯琴別-茲德魯伊最早在1270年出現于文獻記載。

## 外部連結
- 官方网站  （波兰語）
- Jewish Community in Jastrzębie-Zdrój （页面存档备份，存于） on Virtual Shtetl